# Skogsfräken
Skogsfräken (Equisetum sylvaticum) är en flerårig ört. Den kan bli omkring en halvmeter hög och skiljer sig från de flesta andra arterna i släktet fräken genom sin starkt förgrenade stjälk.

## Etymologi
Släktnamnet Equisetum härleds från latin equus = häst och seta = hår, borst vilket också givit upphov till det engelska folkliga namnet horsetail = hästsvans som växten med någon fantasi kan liknas vid. En motsvarande liknelse på svenska är rävrumpa för andra fräkenarter.
Artepitetet sylvaticum kommer från latin sylva = skog, vilket syftar på växtplatsen.

## Dialektala namn
I Västerbotten kallas denna växt enfötinggräs.
I bland annat Medelpad kallas den grangräs.